# 龍馬ハネムーンウォークin霧島
龍馬ハネムーンウオークin霧島（りょうまハネムーンウオークインきりしま）は、鹿児島県霧島市で開催されるウォーキングの大会である。

## 概要
1866年（慶応2年3月）、坂本龍馬・お龍夫妻が日本で最初の新婚旅行に訪れたとされることにちなみ、毎年3月に2日間にわたって開催される。霧島温泉コース、犬飼・中津川コース、花はきりしま菜の花コース、隼人・天降川コースの4コースがある（当日受付にも対応するが料金と特典に違いがある）。毎年のべ4000人以上の参加者があり、約200名のボランティアが運営に関わる。龍馬が辿った経路は竜馬ハネムーンロードとして美しい日本の歩きたくなるみち500選に選ばれている。

## 歴史
龍馬来訪120周年記念事業「龍馬ハネムーンロード大会」として1988年（昭和63年）に始まった。当初は牧園町内の犬飼・中津川コースのみであったが、2008年から隼人町地区で隼人・天降川コース、霧島町地区で花はきりしま菜の花コースや高千穂峰登山のコース（第14回大会は未設定）が追加された。

## 参加費用
【事前申込】
- 一般　1800円
- 中学生・高校生　900円
- 小学生以下　400円

※　参加費用には大会記念バッジ、ゼッケン、保険料等を含む。
【当日申込】
- 一般　2000円
- 中学生・高校生1000円
- 小学生以下　500円

注）当日申込には大会記念バッジが含まれません。